# Ordine di Nachimov (Federazione Russa)
L'Ordine di Nachimov (in russo О́рден Нахи́мова?, Orden Nachimova) è un'onorificenza della Federazione Russa.

## Storia
L'Ordine è stato fondato il 7 settembre 2010 ed è stato assegnato per la prima volta il 28 luglio 2012.

## Assegnazione
L'Ordine viene assegnato agli ufficiale di marina:
- per eccellenza nelle operazioni di sviluppo, implementazione e manutenzione dei gruppi di combattimento delle forze di marina con conseguente respingimento con successo dell'offensiva del nemico senza pesanti perdite;
- per aver abilmente organizzato e gestito le operazioni di combattimento della Marina Militare, in collaborazione con gruppi di altre truppe delle Forze Armate della Federazione Russa, che ha portato alla sconfitta di un nemico superiore;
- per un'azione anfibia abilmente organizzata e gestita con conseguente sconfitta del nemico;
- per il successo in uno sbarco, garantendo la riuscita delle operazioni delle forze navali;
- per la corretta esecuzione di una missione, mostrando coraggio personale, che ha portato alla sconfitta delle forze navali, la distruzione delle sue strutture costiere, e l'interruzione delle comunicazioni.

L'Ordine può essere altresì concesso alle unità militari che hanno partecipato a operazioni navali di successo.

## Insegne
- L'insegna è una croce patente di 40 mm di larghezza in argento smaltato blu con un bordo stretto sollevato, sovrapposta una stella a quattro punte, i raggi del rubino smaltati che sporgono tra i bracci della croce e alla fine a forma di ancore navali . Nel centro del dritto, vi è un medaglione d'argento smaltato di blu recante il busto a sinistra profilo di Pavel Stepanovič Nachimov con rami di quercia e alloro. Lungo la circonferenza del medaglione di sopra l'immagine del busto, l'iscrizione d'argento in rilievo "Ammiraglio Nakhimov" (Russo: «Aдмирал Нахимов» ). Il medaglione è circondato da una catena d'argento.
- Il nastro è arancione con una fascia centrale e bordi neri.

## Insigniti
1. Incrociatore nucleare "Pietro il Grande" (28 luglio 2012)
2. Incrociatore lanciamissili "Varyag" (29 dicembre 2015)
3. Incrociatore lanciamissili "Moskva" (22 luglio 2016)
4. 10º distaccamento di idronauti (unità militare 45707) della Direzione della ricerca in acque profonde del Ministero della Difesa della Federazione Russa (ottobre 2016)
5. 31ª divisione sottomarini "Bandiera Rossa"  (23 luglio 2021)
6. Vice ammiraglio Viktor Nikolayevich Liina - Comandante della Flotta del Baltico della Marina militare della Federazione Russa
7. Vice ammiraglio Viktor Nikolaevič Sokolov - Capo dell'Accademia navale della flotta "N.G. Kuznecov"